# Manifiesto contra la muerte del espíritu y de la tierra
El Manifesto contra la muerte del espíritu y de la tierra fue un texto publicado en la revista El Cultural el 19 de junio de 2002. Cofirmado por Álvaro Mutis y Javier Ruiz Portella y descrito como una iniciativa para promover las ideas de la Nouvelle Droite, el texto condenaba el «desencantamiento del mundo» y la «aniquilación de la vida del espíritu», con los autores preocupados por «la desaparición de ese aliento por el que los hombres se afirman como hombres y no sólo como entidades orgánicas» buscando abrir un debate intelectual entre figuras de diferentes posiciones.
Los apoyos sobrepasaron un perfil propio de la Nueva Derecha, concurriendo entre los firmantes intelectuales vinculados tanto a la derecha como a la izquierda. Algunos de los apoyos con un perfil más acusadamente neoderechista, la mayoría de los cuales ya habían participado en iniciativas previas como el Proyecto Cultural Aurora, Hespérides y Nihil Obstat; concretamente Abel Posse, Fernando Sánchez Dragó, Isidro Juan Palacios y José Javier Esparza se convirtieron en el núcleo aglutinante alrededor del cual se constituyó el Grupo Manifiesto.
Originalmente en castellano, entre 2002 y 2004 el manifesto se tradujo al árabe, al catalán, al inglés, al italiano y al francés.